# Wilson Simonal

Wilson Simonal de Castro, né le 23 février 1938 à Rio de Janeiro et mort le 25 juin 2000 à São Paulo, est un chanteur brésilien des années 1960 et 1970.
Méconnu en dehors de l'Amérique du Sud, Wilson Simonal a joui d'une grande popularité au Brésil au cours de sa carrière et est considéré comme l'un des meilleurs chanteurs brésiliens de tous les temps.
Ses chansons Pais Tropical et Sá Marina ont été notamment reprises par Sergio Mendes. Sa chanson Nem Vem Que não Tem est, elle, reprise en français par Marcel Zanini sous le titre Tu veux ou tu veux pas.

## Discographie

### Studio
- 1963 - Tem "Algo Mais"
- 1964 - A Nova Dimensão do Samba
- 1965 - Wilson Simonal
- 1965 - S'imbora
- 1966 - Vou Deixar Cair...
- 1967 - Alegria, Alegria !!!
- 1968 - Alegria, Alegria Volume 2 ou Quem não Tem Swing Morre com a Boca Cheia de Formiga
- 1969 - Alegria, Alegria Volume 3 ou Cada um Tem o Disco que Merece
- 1969 - Alegria, Alegria Volume 4 ou Homenagem à Graça, à Beleza, ao Charme e ao Veneno da Mulher Brasileira
- 1970 - México '70 (lançado apenas no mercado mexicano, chegou ao Brasil em 2010)
- 1970 - Simonal
- 1971 - Jóia, Jóia
- 1972 - Se Dependesse de Mim
- 1973 - Olhaí, Balândro... É Bufo no Birrolho Grinza!
- 1974 - Dimensão 75
- 1975 - Ninguém Proíbe o Amor
- 1977 - A Vida É só pra Cantar
- 1979 - Se todo mundo Cantasse Seria bem mais Fácil Viver
- 1982 - Alegria Tropical
- 1983 - Simonal
- 1991 - Os Sambas da minha Terra (lançado apenas na Venezuela)
- 1995 - Brasil
- 1998 - Bem Brasil - Estilo Simonal

### Live
- 1967 - Show em Simonal

### Singles
- 1961 - Teresinha / Biquinis e Borboletas
- 1962 - Eu te Amo / Beija meu Bem
- 1963 - Está Nascendo um Samba / Garota Legal
- 1963 - Walk Right In / Fale de Samba que Eu Vou
- 1964 - Nanã / Lobo Bobo
- 1965 - Garota Moderna / Juca Bobão
- 1966 - Se você gostou / Mangangá
- 1966 - Mamãe Passou Açúcar em Mim / Tá por Fora
- 1966 - Carango / Enxugue os Olhos
- 1967 - A Praça / Ela É Demais
- 1967 - Tributo a Martin Luther King / Deixa quem quiser falar
- 1967 - Nem Vem Que não Tem / Escravos de Jó
- 1967 - Duas Contas / Balada do Vietnã
- 1967 - Belinha / Samba do Carioca
- 1967 - O Milagre / O Apito no Samba
- 1967 - Alegria, Alegria / Pata, Pata
- 1968 - De como um Garoto Apaixonado Perdoou por Causa de um dos Mandamentos / Sá Marina
- 1968 - Sá Marina / Cai Cai
- 1968 - Correnteza / Meia-volta
- 1969 - País Tropical / Se Você Pensa
- 1970 - Que cada um Cumpra com o seu Dever / Canção nº 21
- 1970 - A Tonga da Mironga do Kabuletê / No Clarão da Lua Cheia
- 1971 - Obrigado, Pelé / Você Abusou
- 1971 - Gemedeira / Tristeza
- 1972 - Noves Fora / Paz e Arroz
- 1973 - Homem de Verdade / Viva em Paz
- 1976 - A Vida É só pra Cantar / Trinta Dinheiros
- 1977 - Meu Ofício É Cantar / Viva a Planta
- 1977 - Compacto Argentina 78: Macumbancheiro / Vamos Vencer
- 1980 - Vinte Meninas / Várzea
- 1984 - Foi Cachaça que Matou / Banho de Alegria

### Double CD
- 1963 - Está Nascendo um Samba / O Estranho na Praia / Garota Legal / O que Eu Faço pra Esquecer
- 1965 - De Manhã / Das Rosas / Cuidado Cantor - Passarinho - Nêga - Não Ponha a Mão - Já Vai? - Na Onda do Berimbau
- 1966 - A Banda / Disparada / Quem Samba, Fica / Máscara Negra
- 1967 - Tributo a Martin Luther King / Deixa quem Quiser Falar / Ela É Demais / Está Chegando a Hora
- 1968 - Samba do Crioulo Doido / Alegria, Alegria / Pata, Pata / A Rosa da Roda
- 1968 - Correnteza / Meia-volta / A Saudade Mata a Gente / Terezinha de Jesus
- 1970 - Kiki / Menininhas do Leblon / Aqui É o País do Futebol / Eu Sonhei que tu Estavas tão Linda
- 1970 - Compacto Promo Shell: Hino do Festival Internacional / Brasil, Eu Fico / Que cada um Cumpra com o seu Dever
- 1970 - Brasil, Eu Fico / Canção nº 21 / Resposta / Que cada um Cumpra com o seu Dever
- 1971 - Na Galha do Cajueiro / Ouriço / África África
- 1973 - Tanauêra / Glória e Paz nas Alturas / Mexericos da Candinha / Quarto de Tereza
- 1976 - Navio Negreiro / O Amor Está no Ar / Escola em Luto / Esses Tempos de Agora
- 1977 - A Vida É só pra Cantar: A Vida É só pra Cantar / Cordão / Trinta Dinheiros / Coisa de Louco
- 1978 - Nós Somos Filhos do mesmo Deus / Quando Ele Dormir / Macumbancheiro / Vamos Vencer

### Best-of
- 1974 - Wilson Simonal (lançado apenas no mercado mexicano)
- 1974 - Os Grandes Sucessos de Wilson Simonal
- 1994 - A Bossa e o Balanço
- 1997 - Série Aplauso: Wilson Simonal
- 2002 - De A a Z : Wilson Simonal
- 2004 - Rewind - Simonal Remix
- 2004 - Série Retratos: Wilson Simonal
- 2005 - A Arte de Wilson Simonal
- 2006 - Simonal Canta Tom e Chico
- 2009 - Um Sorriso Pra Você
- 2011 - Nem Vem Que não Tem

### Box
- 2004 - Wilson Simonal na Odeon (1961-1971)

### Bande originale
- 2009 - Simonal - Ninguém Sabe o Duro que Dei